# ダイモンズ
『Dämons』（ダイモンズ）は、米原秀幸による日本の漫画。『週刊少年チャンピオン』（秋田書店）にて、前作『南風!BunBun』が完結し、その翌週の2006年10号から2008年29号まで連載。全13巻。手塚治虫の『鉄の旋律』を原作としているが、同作との物語上の共通点は「親友に裏切られ復讐を誓う主人公」「主人公が両腕を奪われる」「義腕の動力が念動力である」といった点に留まっている。
親友たちに妻子の命と両腕を奪われた主人公が、「鉄の腕」と呼ばれる金属製の義腕とそれを動かす超能力（念動力）を身に付けて復讐に出るというストーリーで、荒廃した近未来を舞台とした復讐劇である。かつての親友たち5人はナノテクノロジーで身体改造を施しており、これに対して主人公は「ゼスモス」と呼ばれる念動力で「鉄の腕」を操り立ち向かう。親友たちには1人ずつ復讐に臨むという展開になっており、各々の復讐の顛末は「〜〜編」（〜〜は相手の名前）として個別に章立てられている。

## ストーリー
待ち受けていたのは、死でも絶望でもなく、限りない憎悪だった。信じていた親友達によって両腕を、そして最愛の妻と娘を奪われた男、ヘイト。死の淵から這い上がり、異形の力「ゼスモス」を身に付けたヘイトは、その力を以って異形の鉄の腕を操り、かつての親友達5人に復讐することを心に誓う。ジェスト、ラフィン、ランパート、アールダー、そして、自分を心の友とまで呼んだプログレス。5人への復讐は果たして叶うのか。

## 登場人物

### 主人公
ヘイト
本名は砌斌兵斗（さいもん へいと）。かつての親友5人に妻子と両腕を奪われ、その復讐に臨む。
念動力の一種である「ゼスモス」を習得しており、「ゼスモス」で操ることのできる金属製の義腕「鉄の腕」を持つ。
元はナノテクノロジーのスペシャリストであり、ロゴスディア社で医療目的の研究開発を行っていた。しかし、社の上層部が医療から軍事目的へのナノテクノロジーの転用を始め、それが見過ごせず裏切り行為を働いてしまう。その報復として、親友たち5人に自身の両腕と、最愛の妻ヒロコと娘ユミの命を奪われた。
自身は瀕死の重傷を負ったものの、ベッケル博士に保護され一命を取り留める。復讐のために博士による訓練のもと「ゼスモス」を習得。さらに「鉄の腕」を得、5人を殺すために旅立つ。

### 復讐のターゲット
プログレス・カーソン
ヘイトの学生時代からの友であり、心友であった男。ロゴスディア社幹部。ヘイトの裏切り行為を察知し、部下の4人に命じて両腕と妻子の命を奪った。ナノテクノロジーの兵器への転用を発案した人物でもある。生物を操る“解き放つ力”「エレセロス」の使い手。
出生は不明で、幼少時はジャングルで虎と共に生活をしていた野生児だったが、ベッケル博士によって偶然発見され、人間社会での生活を送ることになる。当時は価値観こそ人間とは多少異なったが、基本的には純粋で敵以外には心優しい性格であり、生まれ持ってのIQの高さもあって表向きは人間社会に融けこめていた。しかし、預けられた先が劣悪な環境であったことや、信頼した人間の裏切りへの怒りから無意識の内にエレセロスを発動させ人を殺してしまったことなどで、住居を転々とすることになる。日本でエレセロスの力を抑えながら穏やかに暮らしていたが、慕っていた養母が殺された怒りによる殺意でエレセロスの力を発現させ復讐を遂げたことで、自分の持つ力の大きさに気付き、徐々に歪んでいき、野望を抱き人間を操れるまでにエレセロスを進化させることとなる。
ヘイトに対しての友情は、「俺が唯一心友と呼んだ男」と称するなどかつては本物であったようだが、彼がナノテクノロジーの兵器への転用を防ごうとした際、「良くも悪くもプログレスに興味を持った人間に作用する」はずのエレセロスが彼に効かなかったことで、彼の自分に対する友情は上っ面だけの偽物であり裏切られたと確信、5人の誰よりも強いヘイトへの憎悪に変わった。また、ヘイトの妻であるヒロコとは、幼少期に日本で暮らすようになってからの幼馴染で、ヒロコに対しては特別な感情を持っていた。
幼少期に虎と共に暮らしていた経験から獣のような戦闘スタイルを得意とし、他の4人が倒された後、ナノテクノロジーによって作られたアーマーを装備し、獣のような姿になってヘイトを圧倒した。
出生が不明であること、そして自分の持つエレセロスの能力から、自分は人間を滅ぼすために自然界が生み出した存在であると確信し、人間を滅ぼし地球を浄化すると共に、エレセロスの力により自分が支配する世界を創り上げる目論む。
人類の70%をナノマシンで死滅させ現代文明を破壊した後、エレセロスの力により支配した動植物と融合、異形の姿となりヘイトとの決戦に挑むが、最終的に心臓を握りつぶされて絶命、彼が融合した森と共に朽ち果て消滅した。

ジェスト・ローレンス
ヘイトの親友だった男。本業は殺し屋。元はプログレスのボディガード。
常人離れした射撃の腕前の持ち主。「乱射乱撃のガンマン」「命中精度の高いスナイパー」と言われる。傍から見れば「適当に撃ってる」とも思えるほど無造作に連射した多数の弾丸を、跳弾などすら利用して全て目標の急所に的確に命中させることが可能である。
ナノテクノロジーによる肉体改造により、両腕を銃に変形させることができる。左腕は単発の機関銃となり、右腕は複数発の弾丸を同時発射する銃となる。
標的に対しては非情なジェストであるが、恋人のマリアへは深い愛情を注いでいる。また、取り巻き達からはその殺し屋としての腕前と生き様から尊敬を集めている。
最愛の恋人マリアを交通事故で失ってからは放心状態になってしまうが、復讐を果たすために現れたヘイトと会い、殺し屋としての黒い魂が蘇る。一度は家族を失ったヘイトの気持ちを理解するかのような兆候が見られたが、自意識の高さから頑なにその気持ちを拒否してしまう。その後は倉庫でヘイトと激突。両腕の機関銃でヘイトと戦い追い詰めるも、最後はゼスモスとチェーンによる複合攻撃で首の頚動脈を切り裂かれ死亡する。

ラフィン・アガマアガマ
ヘイトの親友だった男。本業は手品師。元はプログレスのボディガード。
すでに成人の年齢のはずだが、まるで少年のような外見をしており、考え方も幼稚。手品師としての腕は全くの三流に関わらず、プロ意識だけは高い。
ナノテクノロジーにより左目に改造が施されており、その目から放たれる光は人の視神経を通じて大脳皮質に作用し、人の精神を操ることができる。
なお、「アガマアガマ」とは芸名であり、光を浴びると七色に光るトカゲの名前がその由来である。
ロゴスディア社時代はヘイトの親友でありながら、ヘイトの才能と人望に対して強い嫉妬心を抱いていた。卑怯な手段でヘイトを罠に嵌めるも、彼の前で面白半分に妻子の死に様を語ったことで、ヘイトの怒りに反応したゼスモスによってビルの屋上から落とされ、追い詰められる。最期は周囲の人々を利用した罠にヘイトを嵌めようとするが、逆にそれが自滅する原因になった。以上のことから厳密な意味でヘイトが自ら手を掛けた人物ではない。

アールダー
ヘイトの親友だった男。本業は殺し屋。元はプログレスのボディガード。
高い身体能力と格闘センスに加え、ナノテクノロジーによる肉体改造により、両腕を鉤爪やブレードに変形させることができる。左右のブレードは異なる分子構造をしており、それらを融合してナノテクブレード最終形態と呼ばれる強力なブレードを形成することも可能である。また、身に纏うコートとブーツは光学迷彩としての機能を備えており、周囲の風景に自らを溶け込ませることが可能。これらの技術により、自らの存在すらも悟られること無く標的に近づき、静かに殺害することを可能にしている。
幼いころから殺しで生計を立ててきた過去を持つ。そのためか「人間であること」に対して強い拘りを持ち、自らにとって殺しは「仕事」でしかなく、遊びや私怨では人は殺さない、だから自分は人間である、という論理を持ち、自らの定めた「依頼された標的以外の人間を殺さない（依頼人に立ちはだかるものを殺すことを許可された場合は必要ならば他の人間も殺す）こと」というルールを、妊婦が標的の場合赤子を摘出して助けてまで頑なに守っている。が、善良な人間であろうと標的ならば容赦なく殺害することや、標的となった人間の写真をコレクションしているなど、自覚していないところで大きく歪んでいる。
科学者のころのヘイトに対して、ひたむきに人を助ける医療の仕事に向かう姿と人間性を高く評価し尊敬していた。その反面、彼の家族に対しては、彼に依存する寄生虫と見なして蔑視していた。
プログレスからの依頼をこなす最中にヘイトと出会い、激しい死闘を演じる。序盤こそヘイトのゼスモスに押されるものの、ナノテクブレード最終形態によってヘイトの両腕を切り裂き優位に立つ。しかし、ヘイトの策に嵌り大敗。最後に自分の魂の醜さと、復讐に生きるヘイトもいずれこうなることを叫びながら焼死した。

ランパート
ヘイトの親友だった男。元はプログレスのボディガード。ロゴスディア社の統治する城塞都市「キープディープ」の長。
言動や物腰は理知的だが、自分に従わない人間には人の形を止めないほどの攻撃を加える残虐性を持つ。現代医学では不治の病に冒された自分の娘アニーに対して異常に強い愛情・執念を持ち、その意に反する人間は主治医や妻であろうとも殺害しており、娘以外を人と思わない自分を狂っていると自認しながら狂気に走っていた。
ナノテクノロジーによる肉体改造により、脚力を遥かに凌駕する腕力と握力を兼ね揃え高速回転可能な腕に変形させることができる。両腕に内蔵されているセンサーにより、あらゆる攻撃を防ぐことができるが、熱感知型のセンサーであるため、熱を発しない攻撃は避けられない。変形後はアンバランスなまでに両腕が巨大化。腕の力のみでの跳躍移動を可能にし、壁などを利用して砲弾の如き一撃離脱攻撃を用いる。
タワー内に突入してきたヘイトの前でアランを殺害しようとして、ヘイトと交戦に突入する。一撃離脱戦法でヘイトを追い詰め、ヘイトの執念（ゼスモス）を温いと嘲笑うもゼスモスの特性を知らなかったことが仇となり、両腕を破壊される。直後に逃亡を試みるもヘイトにヘリを撃墜され失敗。目が潰れ視力を失うも尚立ち上がり、ゼスモスを纏うほどの執念でヘイトに向かうが、転落死を遂げる（転落して身体を真っ二つに切断される形になった）。

### 復讐の協力者
ベッケル博士
「ゼスモス」を提唱する科学者であり、「鉄の腕」の開発製造者。「ん、んっ」という口癖が特徴。
5人による制裁により重傷を負ったヘイトを保護。ヘイトが自らの研究の格好の材料であることを見抜き、訓練を施して「ゼスモス」を習得させた。平時は温厚な人物ではあるが、研究の成就のためには何物をも省みない狂気も併せ持つ。
かつてロゴスディア社の研究室にいたことがある。プログレスに関して過去の因縁があり、彼を倒すためにゼスモスを開発していた。
しかし、プログレスによる人類大量抹殺の後、ヘイト対スワロウ戦でエゴイストさが目立ち過ぎたため、ヘイトに呆れられてしまう。
その後もしつこくヘイトを付回すが、最期はプログレスを挑発し過ぎたことで、バトルスーツごと巨大な木の枝に潰されてしまう。
ロバート
ベッケル博士の助手。彼もゼスモスの修得者であり、両脚が木製の義足である。人当たりの良い長身の男性だが、女性のようなしゃべり方である。復讐にはやるヘイトの行く末を案じていたが、止めることは叶わなかった。
ヘイトの後に博士の元に来たスワロウを「キケンな破壊者」と感じ、一度は協力（ヘイトに作った防護服をスワロウにも作ること）を拒むも、優しいフリをしたスワロウに欺かれ、スワロウに殺されてしまう。
楠木 太助
かつてプログレスに「エレセロス」という力で操られたことのある刑事。そのことで自分の人生を台無しにされた彼は、プログレスへの復讐を誓い、時を経てヘイトに情報を提供するという形で協力する。ロゴスディアの陰謀にも詳しい。

### ゲストキャラクター
ビリー
ジェスト編のゲストキャラ。荒廃地帯と化したとある国の街を拠点とする窃盗グループの使い走りとして犯罪行為に手を染めていた少年。
元は孤児であり、窃盗グループのならず者達から半ば脅される状態でその集団に加入していたが、良心の呵責からグループを脱したいという気持ちを常に抱えていた。
レイ
ラフィン編のゲストキャラ。かつてラフィンに父親を殺され、その父親の死んだ原因を探っている少年。仇がラフィンだと判ったときにヘイトと出会い、そのまま彼に協力することになる。
後にコロシアムでヘイトと再会するが、冷たくあしらわれてしまう。それでもレイはヘイトを信じ、温かい言葉を投げかけた。
ヨシコ
アールダー編のゲストキャラ。ヘイトがナノテクノロジーの技術者であったころの部下の女性。26歳。
研究に関しての興味は非常に強いが、それ以外のことに関してはどこか抜けているところがある。
スワロウにヘイトの居場所を教えてもらい、ヘイトと再会。ロゴスディア社のある秘密を知ってしまったためにプログレスに目を付けられ、アールダーに命を狙われる。
後に、ベッケル博士の助手として働き、ヘイトの新型の義手を開発するが、死の雨が降り注いだ際に、非常食を独り占めしたベッケル博士に見捨てられ衰弱死してしまう。
アラン
ランパート編のゲストキャラ。ランパートが管理する城塞都市「キープディープ」の警備隊長。
本名は「亜蘭 修次」といい、ヘイトの中学時代の親友。キープディープに潜入したヘイトと再会するものの、ヘイトの意志を知り対立する。
中学時代は不良グループのリーダーで荒っぽく単純な性格で、大人になっても性格は相変わらずである。射撃の腕は超一流で、部下からの信頼も厚い。
中学時代には腹部をさされ、ランパート編でも心停止にまでなるが、いずれも数日で意識が回復する程のタフさを持つ。
最期には、ヘイトの娘であるユミの墓標を守りながら、銃弾を複数撃ち込まれて死亡する。
ジョウ
ランパート編のゲストキャラ。ランパートの支配するタワーから唯一生きて帰ったと言われる男。ヘイトの執念に期待し、Drマルスと共にタワーの道案内をする。
プログレス編で、ナノテクノロジーの集大成である無人兵器に腹部を貫かれ死亡する。
Dr.マルス
ランパート編のゲストキャラ。ランパートの非道な支配に反感を持っていたが、ランパートを恐れ何も行動を起こせなかった。ヘイトとの出会いでそれを悔い、ジョウと共にヘイトの道案内を務める。
後に無人兵器の襲撃をうけ、共にいたアランとジョウは死亡したが、彼の生死は不明。
ピーター
プログレス編のゲストキャラ。南の島に暮らす、元気で活発な少年。
ベルダ
プログレス編のゲストキャラ。ピーターの姉。
ヘイトと接触し、密かな想いを抱くようになる。

### その他
ギル・ガーバン
ロゴスディア社の博士。
ジェスト・アールダー・ランパートに装備されていた武器を元に「トリニティースローター（三位一体の殺戮者）」を完成させた。
スワロウ
ヘイトが旅立った後、ベッケル博士に鉄の脚を製作してもらったもう一人のゼスモス使いの男。
幼時から他人に利用され続け、さらに裏切りにより両脚を失ったことから、「他人は利用し尽くすもの」という考えで行動する。利用した人間の命を奪うこともどうとも思わない危険な人物。その性格ゆえにロバートは一時協力を拒んだが、優しいフリをして取り入ってロバートに自分用の防護服を作らせたあと、即座に殺害した。ヘイトの戦いを観察し、ナノテクノロジーがゼスモスに勝利した場合、ナノテクノロジーの力を得ようと考え暗躍する。
プログレスによる人類大量抹殺計画の後、残りの人類の抹殺および「破壊王」としての君臨を、プログレスより持ちかけられる。だが、彼自身は、そのプログレスをも抹殺し、最強の存在として人類の上に君臨しようとする。そして、戦闘力を高めるため、自ら両腕を切断し、ゼスモスによる鉄の腕に換え、真のゼスモス使いとして、ゼスモス使いは1人だけとの信念で、ヘイトを抹殺しようとする。最後は、ヘイトに助けられて人の温かさに初めて触れ、人間の心を取り戻し、ロバートを殺した過去を自分で清算するため、溶岩に身を投げ込み自殺する。

## 作中用語
ゼスモス
念動力の一種。ベッケル博士が発見・提唱した。ベッケル曰く繋ぎ止める力。ゼスモスは過酷な訓練によって習得が可能である。訓練をする者は通常のサウナ以上の高温多湿の部屋に入れられ、椅子に体を固定された上で、目の前に水の入ったコップを置かれる。コップは四肢のうち失った部位でなら届く範囲に置かれ、残る部位からは届かないようになっている。コップを取ろうと足掻いても当然届かず、その状況がしばらく続くと精神的・肉体的苦痛から失神する。失神ののちは部屋から出されるが、最低限の点滴を与えられた後、また同じ部屋に戻される。この流れを繰り返す。極限の状態が続くにつれて思考能力が低下し、発狂寸前になると「ゼスモス」が発生する。
ゼスモスは基本的に生物の失われた身体部位に失われた身体部位の形で発生し、力がおよぶ範囲の物を繋ぎ止め、ゼスモス使用者の意のままに動かすことが出来る。その性質上、基本的に四肢に欠損がある者が発現させる力であり、この力を用いれば動力の無い義手・義足を本当の手足のように動かすのみならず、生身の人間の関節の可動域を超えた動きや、人間の筋力では無し得ない強いパワーを発揮することもある。また、これらの運動には熱エネルギーが発生しない。
ゼスモスは身体と直接物体を接合させた時に強い力を発揮しやすい。また、欠損部位の形をした物体以外を繋ぎ止めることも可能とするが、ゼスモスの力は欠損部位とほぼ同じ形で発生するため、欠損部位の形（液体や鎖など欠損部位の形へと変形が容易な物体も含む）以外の物体に対しては基本的に身体とその物体を繋ぎ止めるだけに留まる。しかし、強大なゼスモスは時に身体から離れた場所にある物も繋ぎ止め、さらには手足の形をしていない物を手足の形に引き剥がし変形させるまでの力で「繋ぎ止める」ことも可能とする。こういったゼスモスの強度をベッケル博士の機械で破壊力として数値化している（検出原理は不明）。
ゼスモスは未だに研究段階の未知のエネルギーであり、謎が多い。ヘイトのゼスモスは彼が殺した者の怨念といった形の無い物すら繋ぎ止めるようになり、ヘイト自身の憎しみがゼスモスとそれに動かされる鉄の腕に宿って一人歩きをし始め、ゼスモスの繋ぎ止める力を拡大させることで人間の心を繋ぎ止めて過去の記憶や死者の意思を感じ取るまでに発展を遂げた。
ナノテクノロジー
ナノマシンの技術を使い開発された機械、兵器全般のこと。元はヘイトが医療用に研究・開発した物だが、プログレスの陰謀により兵器に転用されてしまった。
普段は人間の肉体と全く変わらない見た目をしながら、任意に兵器として変形する義手や義眼、光学迷彩のコートや、肉体に大きな変化をおよぼしたり窒息させたりするものなど、多様なものが登場する。
ロゴスディア社
ヘイトの勤めていた企業。医療のほかに、軍事関係の開発も行っている。裏で、ヘイトが開発した医療技術をプログレスが軍事技術に転用していた。
鉄の腕
ヘイトが使用する金属製の義腕。ベッケル博士が開発製造している。
「鉄の腕」は通称であり、材質には鉄以上の強度を持つ特殊合金が使用されている。合金の詳細は明らかでないが、フラーレンに何らかの金属を包接したものであるとされている。腕を動かすための動力や機構は一切内蔵されておらず、ゼスモスで動かすことを前提にデザインされている。手首の辺りに小型の爆弾が内蔵されている。
同様のものとして、スワロウの使う「鉄の脚」もある。
鉄の腕ver2
人類大量抹殺を生き延びた後のヘイトが使用していたもの。従来の腕としての機能の他、ナノテク技術も織り込まれており、右前腕部にはブレードが、左にはシールドが収納され、戦闘時はこれらをとっさに展開して、より有効な攻撃、防御をこなすことが出来る。ただし収納部は精密な機械であるため、衝撃で破損すれば使用不能になる。
鉄の腕ver3
スワロウとの死闘の後、レイとアンドレによって届けられたヘイトの最後の装備。製作者はヨシコであり、原理は不明だがゼスモスを具現化させ物理的な破壊力を持たせることが出来る機能を持つ。ヘイトがひとたびゼスモスを肥大化させれば腕のあちこちからゼスモスの刃が吹き出し、掌から出る5本の指は鋭い鉤爪へと変形し、ダイモンズの名に相応しい恐ろしい外観と攻撃力を持つにいたる。

エレセロス
念動力の一種。プログレスが生まれつき持っていた力でベッケル曰く解き放つ力。自我が薄い生物や、自分に関心を持った者の精神を支配する。
当初は強い感情と共に無意識に発生し、周りの動物たちにプログレスの望む通りの行動をさせるだけの力であったが、自分の力の大きさに気づいたプログレスが人間さえ支配し精神を自らの分身とする力へと発展させた。また、最初は非常に強い意識をプログレスに向けさせる必要があったが、力の成長と共に多少の関心でも力を適用することができるようになっている。

## 書誌情報
- 米原秀幸 『ダイモンズ』 秋田書店〈少年チャンピオン・コミックス〉、全13巻
  1. 2006年6月8日発売 ISBN 4-253-21121-6 プロローグ〜ジェスト編
  2. 2006年8月8日発売 ISBN 4-253-21122-4
  3. 2006年10月6日発売 ISBN 4-253-21123-2 〜ジェスト編〜ラフィン編
  4. 2007年1月9日発売 ISBN 978-4-253-21124-6 〜ラフィン編〜アールダー編
  5. 2007年3月8日発売 ISBN 978-4-253-21125-3
  6. 2007年6月8日発売 ISBN 978-4-253-21126-0 〜アールダー編〜ランパー ト編
  7. 2007年8月8日発売 ISBN 978-4-253-21127-7
  8. 2007年10月5日発売 ISBN 978-4-253-21128-4 〜ランパート編〜プログレス編・少年時代
  9. 2007年12月7日発売 ISBN 978-4-253-21129-1
  10. 2008年2月8日発売 ISBN 978-4-253-21130-7 〜プログレス編・少年時代終了〜
  11. 2008年4月8日発売 ISBN 978-4-253-21421-6 スワロウ編〜
  12. 2008年7月8日発売 ISBN 978-4-253-21422-3 〜スワロウ編〜プログレス編
  13. 2008年9月8日発売 ISBN 978-4-253-21423-0 プログレス編・決着〜完結